# Hôtel des Invalides
O Hôtel National des Invalides, ou Palácio dos Inválidos, é um enorme monumento parisiense, cuja construção foi ordenada por Luís XIV, em 1670, para dar abrigo aos inválidos dos seus exércitos. Hoje em dia, continua acolhendo os inválidos, mas é também uma necrópole militar e sede de vários museus.
Entre as personalidades ilustres lá sepultadas encontram-se Napoleão Bonaparte, assim como o coração de Sébastien Le Prestre de Vauban, ilustre arquitecto militar francês, responsável pela poliorcética francesa, o qual criou, na época de Luís XIV, uma série de fortificações militares ao reino, tornando-o impenetrável.

## Histórico
O rei Luís XIV precisou, tal como os seus predecessores Henrique III e Henrique IV, de assegurar auxílio e assistência aos soldados inválidos dos seus exércitos; para que "aqueles que expuseram as suas vidas derramaram o seu sangue pela defesa da monarquia (…) passem o resto dos seus dias na tranquilidade (ceux qui ont exposé leur vie et prodigué leur sang pour la défense de la monarchie (…) passent le reste de leur jours dans la tranquillité), diz o édito Real de 1670.
Situadas na planície de Grenelle, nessa época um subúrbio de Paris, as obras dos edifícios principais foram confiadas a Libéral Bruant por Louvois. Bruant concebeu uma organização em cinco pátios centrados num maior: o "pátio Real" (cour royale). Os trabalhos efectuaram-se entre março de 1671 e fevereiro de 1677, o que pode ser classificado como rápido (os primeiros pensionistas foram albergados a partir de outubro de 1674). A fachada atrás do grande pátio foi entretanto destruída, menos de um ano após a sua conclusão, para deixar espaço às fundações da grande cúpula.
A igreja inicialmente prevista por Bruant parece não ter agradado, pelo que a sua construção foi confiada, a partir de Março de 1676, a Jules Hardouin-Mansart, que trabalhava igualmente nos pavilhões de entrada e nas enfermarias. A construção do edifício religioso durou perto de trinta anos, só ficando concluída no dia 28 de Agosto de 1706, data da entrega das chaves ao Rei Sol. O edifício este, de facto, duplicou, mesmo existindo uma continuidade arquitectónica: a nave constitui a igreja dos soldados (église des soldats), sendo o coro, sob a cúpula, qualificado como igreja da cúpula (église du dôme). Esta distinção foi posta em prática, em 1873, através de uma grande claraboia separando as duas partes.
O Hôtel des Invalides compreendia, então, outra igreja, uma manufactura (confecção de uniformes e tipografia), um asilo ("casa de retiro" - maison de retraite) e um hospital militar. As oficinas iniciais foram rapidamente abandonadas para servir de quartos suplementares.
No dia 15 de Julho de 1804 teve lugar na capela dos Invalides a primeira entrega das condecorações da Legião de Honra, por Napoleão Bonaparte, aos oficiais meritórios, numa faustosa cerimónia oficial.
O edifício foi dotado desde muito cedo de funções museográficas: museu da artilharia em 1872 e museu histórico dos exércitos em 1896, reunidos como museu do exército (musée de l'armée) em 1905.
O Hôtel des Invalides ainda acolhe presentemente uma centena de reformados e inválidos dos exércitos franceses. A administração encarregada desta missão é o Instituto Nacional dos Inválidos (Institut national des invalides).

### Governadores dos Invalides
- Prévôt general Lemaçon, senhor de Ormoy, governador: 1678
- Blanchard, cavaleiro de Saint-Martin de Taley, governador: 1696
- Des Roches d’Orange: 1705
- Boyveau: 1728
- Beaujeu de Jauges: 1730
- De Vissec de Ganges: 1738
- Marnais de la Bastie, cavaleiro de Saint-André: 1742
- Cormier de la Courneuve: 1753
- Azémar de Pannat de La Serre: 1766
- Tenente general Sahuguet d’Espagnac: 1783
- Tenente general de Guibert: 1786
- General Jean-François Berruyer: 1804
- Jean Mathieu Philibert Sérurier: 1819
- Maréchal de François-Henri de Franquetot de Coigny: 1821
- Maréchal Jean-Baptiste Jourdan: 1833
- Tenente general Charles-Marie Denys de Damrémont: 1837
- Marechal Bon Adrien Jeannot de Moncey: 1842
- Marechal Nicolas Charles Oudinot: 1847
- Marechal Gabriel Jean Joseph Molitor: 1849
- General Arrighi de Casanova: 1853
- Marechal Philippe Antoine, conde de Ornano: 1863
- General conde de Martimprey: 1883
- General Sumpt: 1891
- General Arnoux: 1902
- General Mariaux: 1944
- General Rodes: 1951
- General Jacques de Grancey: 1973

## Arquitectura

### A catedral de Saint-Louis-des-Invalides
A capela do Hôtel des Invalides, concebida para acolher os pensionistas dos Invalides, foi elevada à categoria de cathédrale. É a sede do Bispo Católico dos Exércitos.
A planta geral do edifício, criada por Jules Hardouin-Mansart, é simples: uma cruz grega inscrita num plano quadrado. Cada uma das fachadas é composta por duas ordens sobrepostas, sublinhadas por um pórtico encimado por um frontão triangular. A cúpula está colocada sobre um alto tambor, cujo segundo andar está ornado por altas janelas. É a este nível que o grande rigor clássico da arquitectura evolui sensivelmente: a parte baixa do tambor está rodeada por colunas geminadas cercadas por altas janelas com lintéis curvos. Estas colunas não estão dispostas regularmente nos pontos cardiais do edifício, uma vez que foram reagrupadas em grupos de dois por dois para assegurar a estabilidade da cúpula. Pela mesma razão, pequenas volutas, à imagem da Salute de Veneza, foram dispostas sobre esta coroa de colunas, na base da segunda parte do tambor.
A cúpula em forma oval, rodeada por potes de fogo, está recoberta de ricos motivos dourados de troféus e perfurada com óculos. Por fim, é encimado por um lanternim que não renegaria Boromini. Trata-se de um pequeno pavilhão quadrado, com corte enviesado em relação à fachada, com ângulos decorados por colunas sobre as quais foram dispostas estátuas. O conjunto é por fim coroado por um obelisco afilado terminado por uma cruz. Com uma base de estrutura quadrada encimada por frontões triangulares, passa insensivelmente às formas complexas onde as curvas dominam: tambor, cúpula, óculus, volutas…
Podem ver-se, suspensas na abóbada segundo uma tradição antiga, as bandeiras e estandartes tomadas ao inimigo.

### A cúpula
A cúpula dourada dos Inválidos constitui um dos pontos de referência da paisagem parisiense.
Napoleão I repousa sob a cúpula, na companhia dos seus dois irmãos, Joseph e Jérome Bonaparte, e do seu filho, o "Filhote de Águia".

## Urbanismo
A norte, o pátio prolonga-se para além dos limites do edifício através de uma grande esplanada pública, ao longo da qual se encontram as embaixadas da Áustria e da Finlândia, a gare de Orsay e o Ministério dos Negócios Estrangeiros. Dois espaços acimentados nas extremidades servem de espaço de entretenimento para os patinadores. Os Inválidos são um dos grandes espaços livres de construção no interior de Paris.
No final desta esplanada, o rio Sena é atravessado pela Ponte Alexandre III, atingindo-se assim o Petit Palais e o Grand Palais.
O alinhamento dos canhões na esplanada é altamente simbólico. Esses canhões estão, efectivamente, apontados ao Palácio do Eliseu para lembrar ao seu locatário que na França o soberano é o povo, e que este pode a qualquer momento retomar as armas.

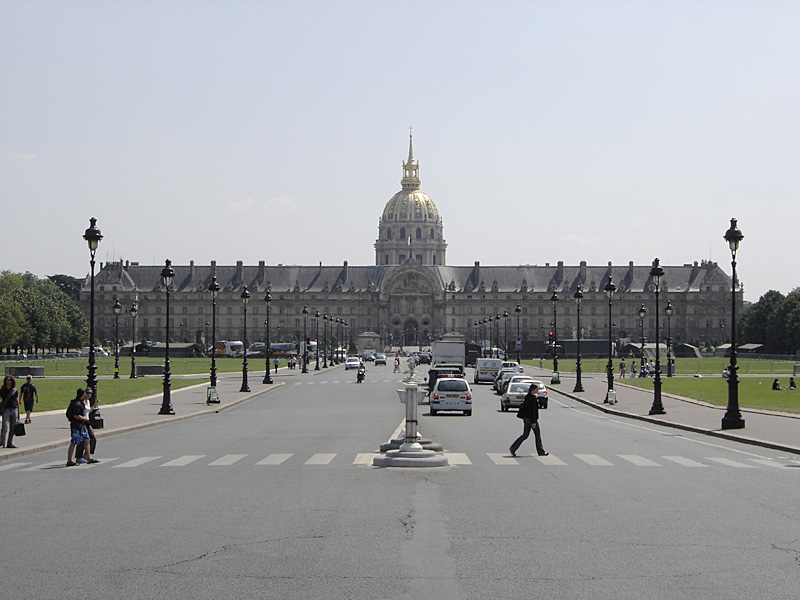
Vista do Hôtel des Invalides a partir da esplanada
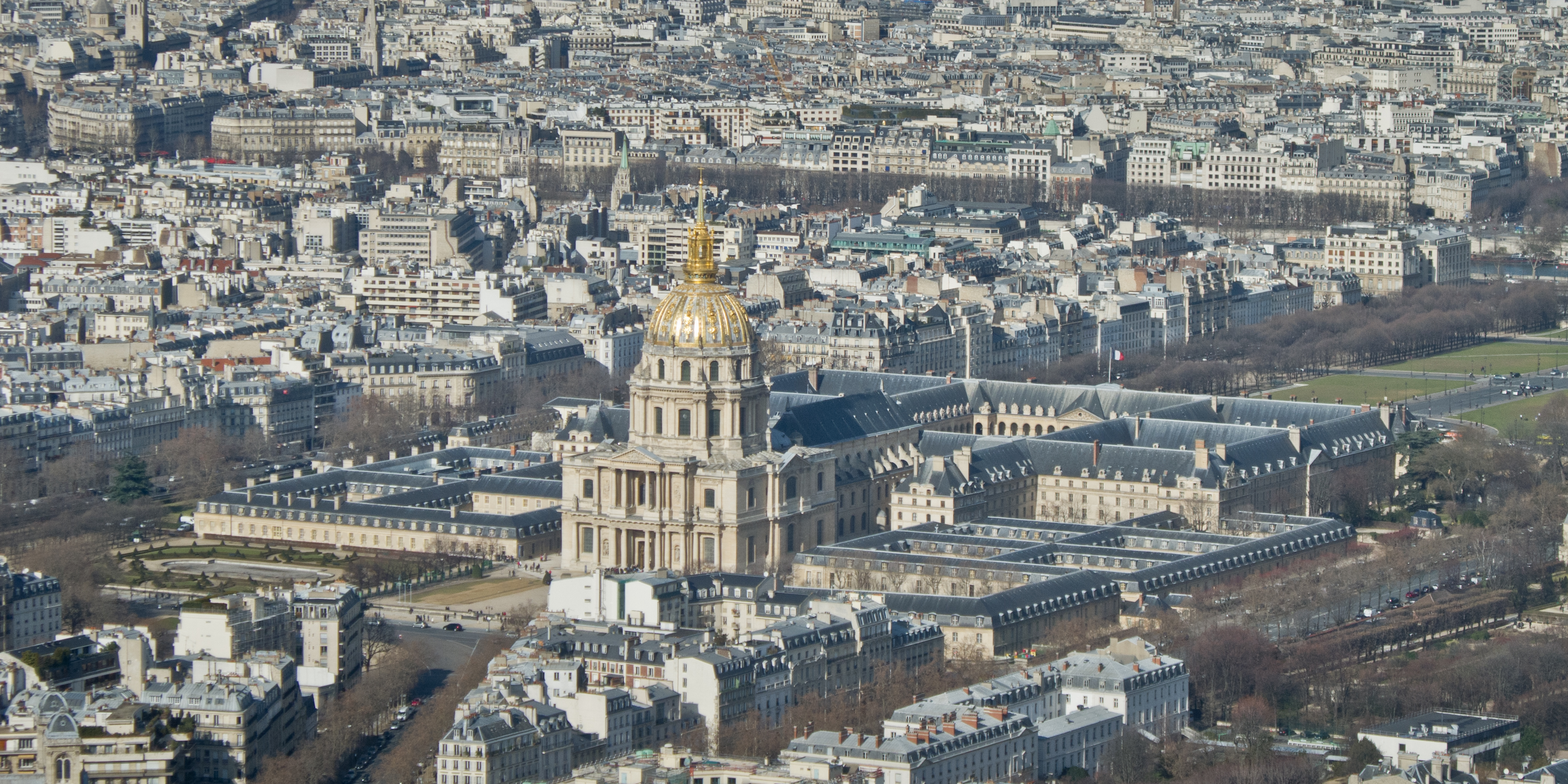
O Hôtel des Invalides visto da Torre Montparnasse
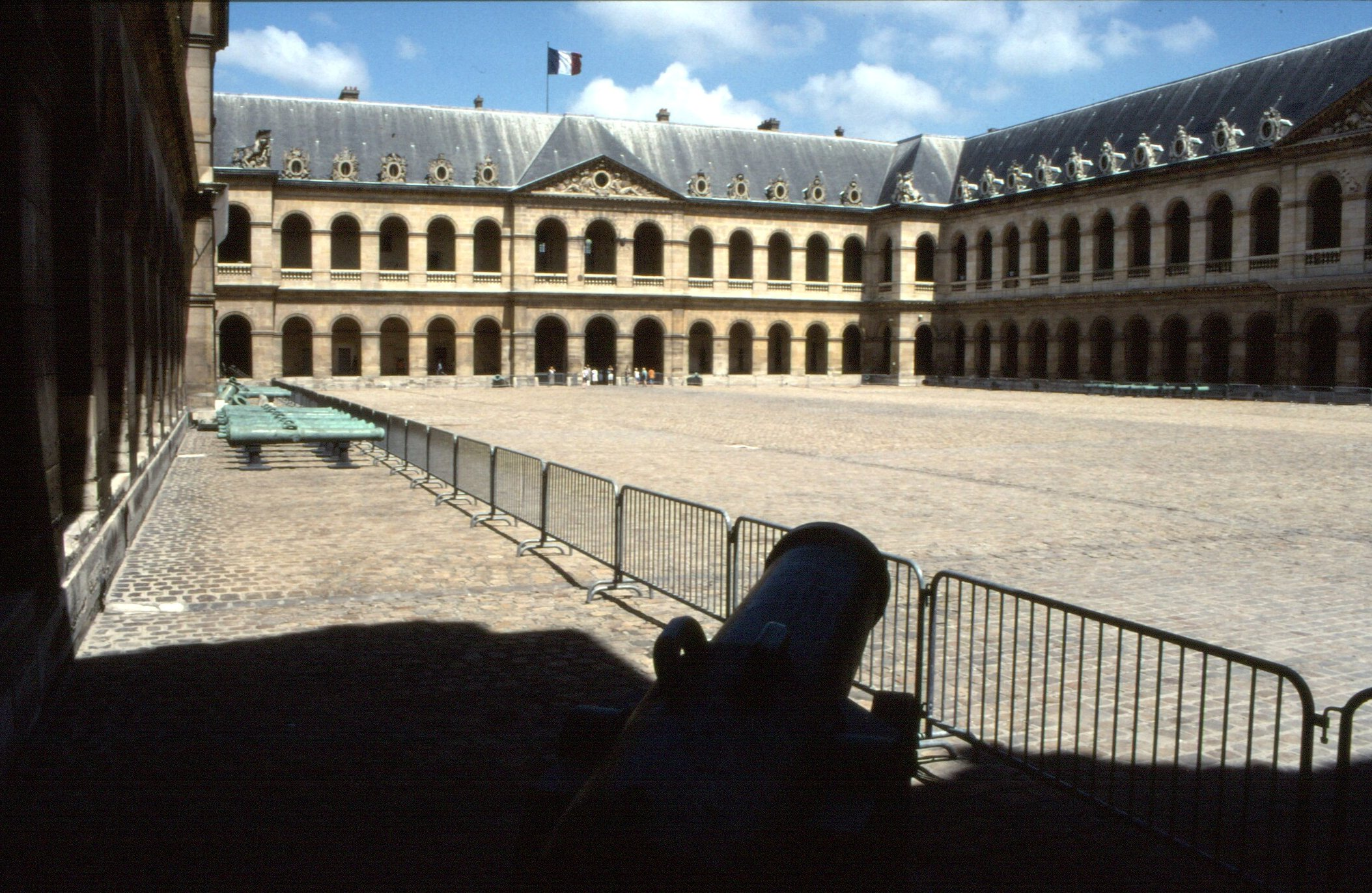
Pátio do museu
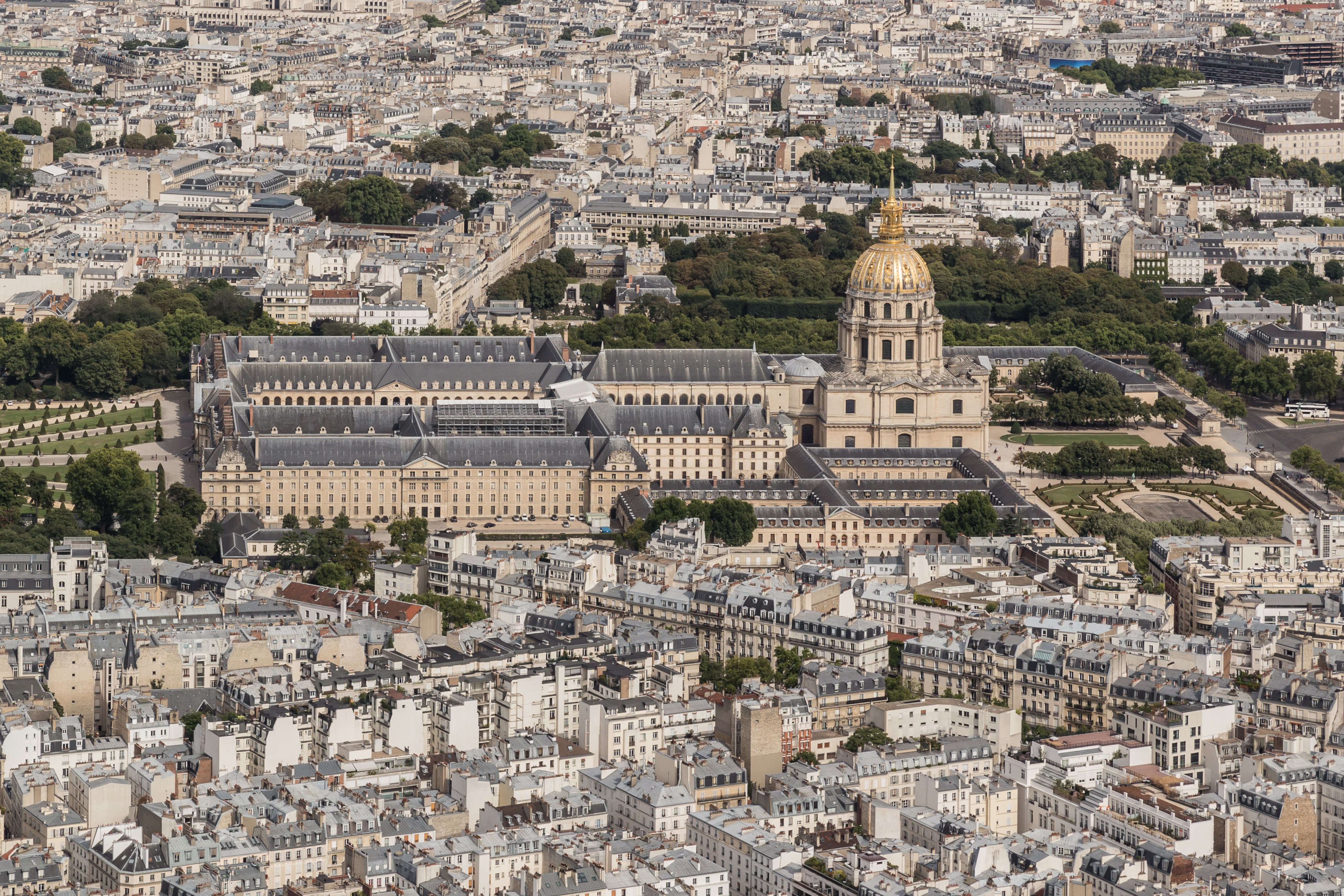

## Panteão militar
Vários homens de guerra franceses, dos períodos monárquico e revolucionário, repousam nos Inválidos:
- o marechal de Turenne;
- o coração do marechal de Vauban;
- o coração de La Tour d'Auvergne, herói das guerras da Revolução;
- o general Marceau;
- Rouget de Lisle, autor de La Marseillaise, o hino nacional da França.

### Personalidades do Primeiro Império

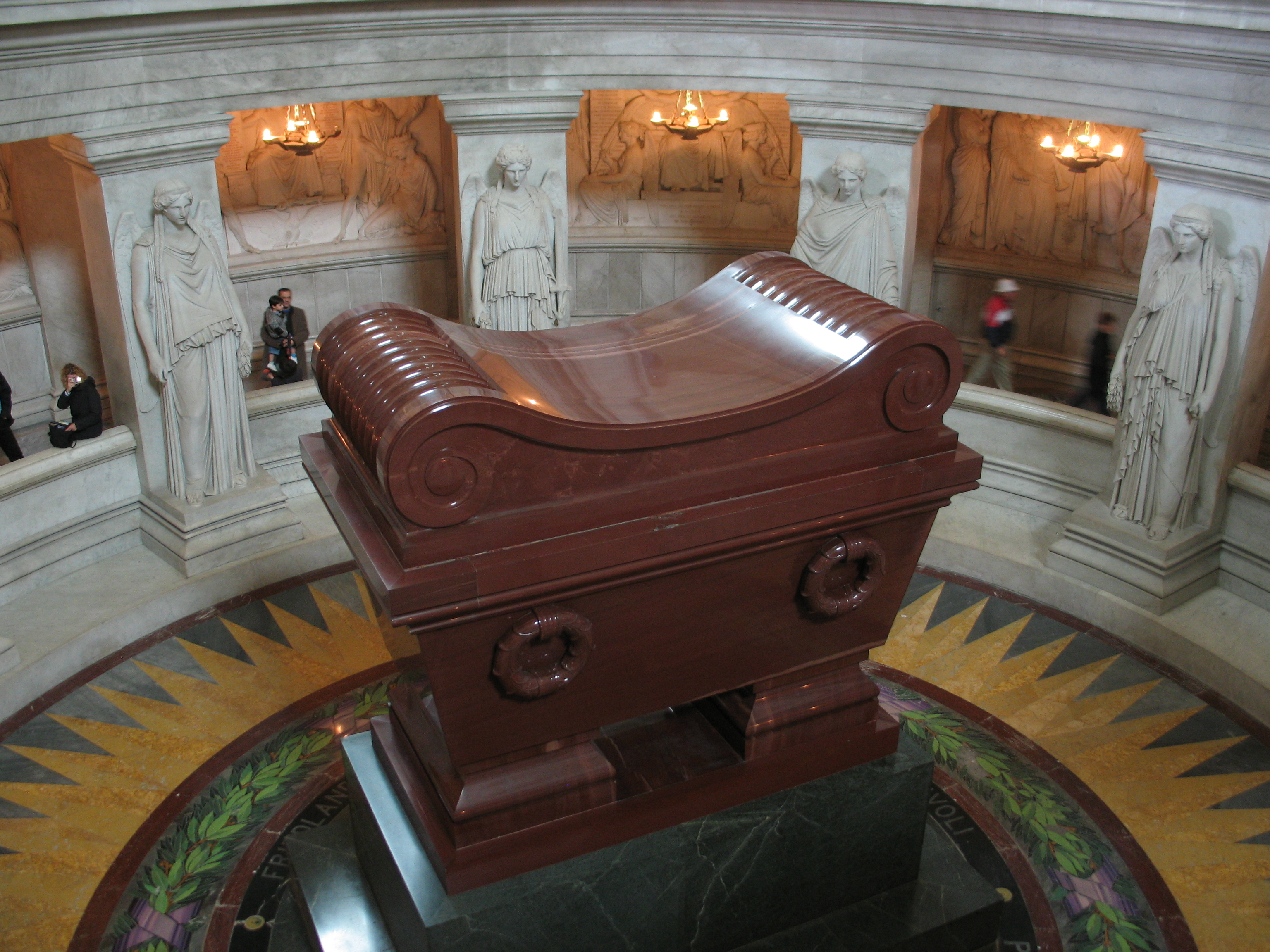
O sarcófago de Napoleão Bonaparte

Napoleão Bonaparte foi inumado no dia 15 de Dezembro de 1840, sob a Monarquia de Julho, cujos líderes procuravam reunir os partidários do Imperador defunto (ao mesmo tempo era, com efeito, terminado o Arco do Triunfo). As cinzas de Napoleão foram colocadas num monumental sarcófago, ele próprio colocado numa cripta construída no centro da capela Saint-Louis.
O seu filho François Bonaparte (igualmente chamado de Napoleão II, "o filhote de águia" ou Duque de Reichstadt) foi ali inumado, em 1940, como presente de Adolf Hitler à França.
José e Jerónimo Bonaparte, irmãos do Imperador, foram enterrados em duas salas laterais.
O sarcófago de Napoleão Bonaparte está rodeado pelos túmulos dos generais do Império Duroc e Bertrand.

### Comandantes-em-chefe das guerras mundiais
Vários comandantes-em-chefe das Primeira e Segunda Guerras Mundiais estão enterrados nos Inválidos:
- os marechais de França:
  - Ferdinand Foch
  - Louis-Hubert Lyautey
  - Philippe Leclerc de Hauteclocque
  - Jean-Marie de Lattre de Tassigny
  - Alphonse Juin
- os generais:
  - Robert Nivelle
  - Charles Mangin
  - Pierre-Auguste Roques

### Outros militares franceses
Várias grandes personalidades militares francesas têm o seu coração inumado nos Inválidos. Ali estão, também, enterrados os governadores do Hôtel des Invalides, que mantém no edifício uma praça militar. O almirante Émile Guépratte está enterrado na área dos governantes.

## Os museus dos Invalides

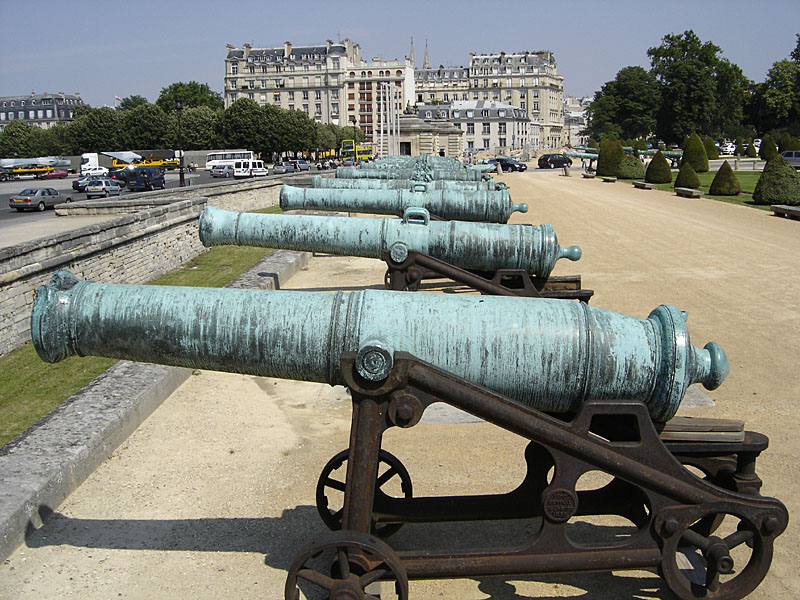
Alinhamento dos canhões à entrada

A partir de 1777, a Galeria Real dos Planos-relevo (Galerie royale des Plans-relief) trocou o Palais du Louvre pelo Hôtel des Invalides, onde se encontra actualmente. A esta galeria juntou-se, em 1871, o Museu da artilharia (Musée de l'artillerie), cujas peças ornamentam os pátios e passeios do palácio.
Para conservar o traço das tradições do exército, os seus troféus e objectos de vida quotidiana dos soldados, foi criado em 1896 um Museu histórico do Exército (Musée historique de l'Armée). Este viria a ser fundido com o da artilharia em 1905, formando o actual Museu do exército (Musée de l'armée).
Depois do final da Segunda Guerra Mundial, durante a qual os Inválidos esconderam uma rede de resistência em 1942, o museu foi aumentado com a Ordem da Libertação (Ordre de la Libération) e o museu de história contemporânea (musée d’histoire contemporaine).

## Túmulos
- Alphonse Juin
- Bon Adrien Sarrat de Morney
- Charles Benoit
- Claude Joseph Rouget de Lisle
- Ferdinand Foch
- François Certain de Canrobert
- Gabriel Malleterre
- Geraud Duroc
- Henri Bertrand
- Henri Giraud
- Henri de La Tour d'Auvergne, Visconde de Turenne
- Horace Sebastiani
- Hubert Gonzalve Lyautey
- Jean Baptiste Jourdan
- Jean Toussaint Arrighi de Casanova
- Jerônimo Bonaparte
- José Bonaparte
- Louis Franchet d'esperey
- Napoleão Bonaparte
- Napoleão II de França
- Nicolas Charles Oudinot
- Patrice Mac-Mahon
- Phillipe-Antoine d'Ornano
- Philippe Leclerc de Hauteclocque
- Remy Joseph Isidore Exelmans
- Robert Nivelle
- Sébastien Le Prestre de Vauban
- Thomas Bugeaud